# Grand Prix automobile de Monza 1932
Le Grand Prix de Monza 1932 est un Grand Prix qui s'est tenu sur le circuit de Monza le 11 septembre 1932.

## Résultats de la première manche

### Grille de départ
| 1re ligne | Pos. 1           | Pos. 2            | Pos. 3                | Pos. 4        |
| --------- | ---------------- | ----------------- | --------------------- | ------------- |
|           | Minozzi Maserati | Brivio Alfa Romeo | Caracciola Alfa Romeo | Varzi Bugatti |
| 2e ligne  |                  | Pos. 5            | Pos. 6                |               |
|           |                  | Howe Delage       | Lehoux Bugatti        |               |

## Classement de la course
En gras, les pilotes qualifiés pour la manche finale. Les autres pilotes vont à la manche de repêchage.
| Pos | no | Pilote            | Écurie                 | Châssis           | Tours | Temps/Abandon | Grille |
| --- | -- | ----------------- | ---------------------- | ----------------- | ----- | ------------- | ------ |
| 1   | 6  | Rudolf Caracciola | SA Alfa Romeo          | Alfa Romeo Tipo B | 10    | 33 min 24 s 2 | 3      |
| 2   | 2  | Giovanni Minozzi  | Officine A. Maserati   | Maserati 8C 3000  | 10    | 35 min 1 s 8  | 1      |
| 3   | 8  | Achille Varzi     | Automobiles E. Bugatti | Bugatti T54       | 10    | 35 min 35 s 4 | 4      |
| 4   | 18 | Marcel Lehoux     | Privé                  | Bugatti T51       | 10    | 36 min 7 s 2  | 6      |
| 5   | 4  | Antonio Brivio    | Scuderia Ferrari       | Alfa Romeo Monza  | 10    | 36 min 31 s 2 | 2      |
| 6   | 22 | Earl Howe         | Privé                  | Delage 15S8       | 10    | 37 min 12 s 0 | 5      |

## Résultats de la deuxième manche

### Grille de départ
| 1re ligne | Pos. 1                 | Pos. 2             | Pos. 3              | Pos. 4         |
| --------- | ---------------------- | ------------------ | ------------------- | -------------- |
|           | Fagioli Maserati       | Taruffi Alfa Romeo | Nuvolari Alfa Romeo | Chiron Bugatti |
| 2e ligne  | Pos. 5                 | Pos. 6             | Pos. 7              | Pos. 8         |
|           | Broschek Mercedes-Benz | Félix Alfa Romeo   | Bernasconi Bugatti  | Moradei Talbot |

## Classement de la course
En gras, les pilotes qualifiés pour la manche finale. Les autres pilotes vont à la manche de repêchage.
| Pos | no | Pilote          | Écurie                 | Châssis           | Tours | Temps/Abandon | Grille |
| --- | -- | --------------- | ---------------------- | ----------------- | ----- | ------------- | ------ |
| 1   | 20 | Luigi Fagioli   | Officine A. Maserati   | Maserati V5       | 10    | 35 min 3 s 8  | 1      |
| 2   | 24 | Tazio Nuvolari  | SA Alfa Romeo          | Alfa Romeo Tipo B | 10    | 36 min 10 s 6 | 3      |
| 3   | 22 | Piero Taruffi   | SA Alfa Romeo          | Alfa Romeo Monza  | 10    | 36 min 54 s 4 | 2      |
| 4   | 26 | Louis Chiron    | Automobiles E. Bugatti | Bugatti T54       | 10    | 40 min 23 s 8 | 4      |
| 5   | 32 | Pierre Félix    | Privé                  | Alfa Romeo Monza  | 10    | 40 min 29 s 8 | 6      |
| 6   | 28 | Albert Broschek | Privé                  | Mercedes-Benz SSK | 10    | 40 min 34 s 6 | 5      |
| 7   | 34 | Bernasconi      | Privé                  | Bugatti T35B      | 10    | 41 min 25 s 8 | 7      |
| Abd | 36 | Mario Moradei   | Privé                  | Talbot 700        | 6     |               | 8      |

- Légende: Abd.=Abandon

## Résultats de la Troisième manche

### Grille de départ
| 1re ligne | Pos. 1                | Pos. 2               | Pos. 3                 | Pos. 4       |
| --------- | --------------------- | -------------------- | ---------------------- | ------------ |
|           | Ruggeri Maserati      | Campari Alfa Romeo   | Borzacchini Alfa Romeo | Duray Miller |
| 2e ligne  | Pos. 5                | Pos. 6               | Pos. 7                 | Pos. 8       |
|           | De Maleplane Maserati | Gazzabini Alfa Romeo | Romano Bugatti         | Biondetti MB |

## Classement de la course
En gras, les pilotes qualifiés pour la manche finale. Les autres pilotes vont à la manche de repêchage.
| Pos | no | Pilote              | Écurie               | Châssis           | Tours | Temps/Abandon | Grille |
| --- | -- | ------------------- | -------------------- | ----------------- | ----- | ------------- | ------ |
| 1   | 40 | Giuseppe Campari    | SA Alfa Romeo        | Alfa Romeo Tipo B | 10    | 33 min 31 s 2 | 2      |
| 2   | 42 | Baconin Borzacchini | SA Alfa Romeo        | Alfa Romeo Tipo B | 10    | 34 min 25 s 4 | 3      |
| 3   | 38 | Amedeo Ruggeri      | Officine A. Maserati | Maserati 8C 3000  | 10    | 35 min 26 s 4 | 1      |
| 4   | 54 | Clemente Biondetti  | Privé                | MB Spéciale       | 10    | 40 min 24 s 8 | 8      |
| 5   | 46 | Jean de Maleplane   | Privé                | Maserati 26M      | 10    | 40 min 33 s 4 | 5      |
| Abd | 44 | Leon Duray          | Privé                | Miller 91         | 5     |               | 4      |
| Abd | 50 | Carlo Gazzabini     | Privé                | Alfa Romeo Monza  | 3     |               | 6      |
| Abd | 52 | Emilio Romano       | Privé                | Bugatti T35B      | 0     |               | 7      |

- Légende: Abd.=Abandon

## Résultats de la manche de repêchage

### Grille de départ
| 1re ligne | Pos. 1             | Pos. 2         | Pos. 3                 | Pos. 4           |
| --------- | ------------------ | -------------- | ---------------------- | ---------------- |
|           | Brivio Alfa Romeo  | Howe Delage    | Broschek Mercedes-Benz | Félix Alfa Romeo |
| 2e ligne  | Pos. 5             | Pos. 6         | Pos. 7                 |                  |
|           | Bernasconi Bugatti | Moradei Talbot | De Maleplane Maserati  |                  |

## Classement de la course
En gras, les pilotes qualifiés pour la manche finale.
| Pos | no | Pilote            | Écurie           | Châssis           | Tours | Temps/Abandon | Grille |
| --- | -- | ----------------- | ---------------- | ----------------- | ----- | ------------- | ------ |
| 1   | 4  | Antonio Brivio    | Scuderia Ferrari | Alfa Romeo Monza  | 5     | 18 min 30 s 4 | 1      |
| 2   | 28 | Albert Broschek   | Privé            | Mercedes-Benz SSK | 5     | 18 min 41 s 4 | 3      |
| 3   | 32 | Pierre Félix      | Privé            | Alfa Romeo Monza  | 5     | 20 min 17 s 8 | 4      |
| 4   | 46 | Jean de Maleplane | Privé            | Maserati 26M      | 5     | 20 min 31 s 6 | 7      |
| 5   | 34 | Bernasconi        | Privé            | Bugatti T35B      | 5     | 22 min 31 s 4 | 5      |
| 6   | 36 | Mario Moradei     | Privé            | Talbot 700        | 5     | 22 min 33 s 8 | 6      |
| Abd | 10 | Earl Howe         | Privé            | Delage 15S8       |       | Accident      | 2      |

- Légende: Abd.=Abandon

## Résultats de la manche finale

### Grille de départ
| 1re ligne | Pos. 1                | Pos. 2              | Pos. 3           | Pos. 4                 |
| --------- | --------------------- | ------------------- | ---------------- | ---------------------- |
|           | Caracciola Alfa Romeo | Nuvolari Alfa Romeo | Biondetti MB     | Lehoux Bugatti         |
| 2e ligne  | Pos. 5                | Pos. 6              | Pos. 7           | Pos. 8                 |
|           | Félix Alfa Romeo      | Taruffi Alfa Romeo  | Ruggeri Maserati | Borzacchini Alfa Romeo |
| 3e ligne  | Pos. 9                | Pos. 10             | Pos. 11          | Pos. 12                |
|           | Varzi Bugatti         | Minozzi Maserati    | Fagioli Maserati | Brivio Alfa Romeo      |
| 4e ligne  |                       |                     | Pos. 13          | Pos. 14                |
|           |                       |                     | Chiron Bugatti   | De Maleplane Maserati  |

## Classement de la course
| Pos | no | Pilote              | Écurie                 | Châssis           | Tours | Temps/Abandon     | Grille |
| --- | -- | ------------------- | ---------------------- | ----------------- | ----- | ----------------- | ------ |
| 1   | 6  | Rudolf Caracciola   | SA Alfa Romeo          | Alfa Romeo Tipo B | 20    | 1 h 7 min 15 s 4  | 1      |
| 2   | 20 | Luigi Fagioli       | Officine A. Maserati   | Maserati V5       | 20    | 1 h 8 min 54 s 2  | 11     |
| 3   | 24 | Tazio Nuvolari      | SA Alfa Romeo          | Alfa Romeo Tipo B | 20    | 1 h 9 min 9 s 4   | 2      |
| 4   | 42 | Baconin Borzacchini | SA Alfa Romeo          | Alfa Romeo Tipo B | 20    | 1 h 9 min 23 s 8  | 8      |
| 5   | 8  | Achille Varzi       | Automobiles E. Bugatti | Bugatti T54       | 20    | 1 h 10 min 5 s 8  | 9      |
| 6   | 26 | Louis Chiron        | Automobiles E. Bugatti | Bugatti T54       | 20    | 1 h 11 min 18 s 4 | 13     |
| 7   | 4  | Antonio Brivio      | Scuderia Ferrari       | Alfa Romeo Monza  | 20    | 1 h 11 min 31 s 8 | 12     |
| 8   | 22 | Piero Taruffi       | Scuderia Ferrari       | Alfa Romeo Monza  | 20    | 1 h 11 min 51 s 2 | 6      |
| 9   | 38 | Amedeo Ruggeri      | Officine A. Maserati   | Maserati 8C 3000  | 20    | 1 h 13 min 31 s 6 | 7      |
| 10  | 2  | Giovanni Minozzi    | Officine A. Maserati   | Maserati 8C 3000  | 20    | 1 h 14 min 22 s 4 | 10     |
| 10  | 2  | Ernesto Maserati    | Officine A. Maserati   | Maserati 8C 3000  | 20    | 1 h 14 min 22 s 4 | 10     |
| 11  | 32 | Pierre Félix        | Privé                  | Alfa Romeo Monza  | 19    | + 1 tour          | 5      |
| Abd | 18 | Marcel Lehoux       | Privé                  | Bugatti T51       | 13    |                   | 4      |
| Abd | 46 | Jean de Maleplane   | Privé                  | Maserati 26M      | 4     |                   | 14     |
| Abd | 54 | Clemente Biondetti  | Privé                  | MB Spéciale       | 1     |                   | 3      |

## Pole position & Record du tour
- 1re manche :
  - Pole position : Giovanni Minozzi.
  - Record du tour : Rudolf Caracciola en 3 min 18 s 2.
- 2e manche :
  - Pole position : Luigi Fagioli.
  - Record du tour : Tazio Nuvolari en 3 min 17 s 4.
- 3e manche :
  - Pole position : Amedeo Ruggeri.
  - Record du tour : Giuseppe Campari en 3 min 19 s 4.
- Manche de repêchage :
  - Pole position : Antonio Brivio.
  - Record du tour : Antonio Brivio en 3 min 35 s 8.
- Manche finale :
  - Pole position : Rudolf Caracciola.
  - Record du tour : Tazio Nuvolari en 3 min 17 s 4.